# IL-2 Sturmovik: Birds of Prey
IL-2 Sturmovik: Birds of Prey, hay Wings of Prey trên PC, là một game mô phỏng máy bay chiến đấu. Cũng như các phần trước của dòng game máy tính IL-2 Sturmovik, nó khắc họa những chiến đấu cơ từ Thế chiến II, mặc dù ít tập trung vào phần mô phỏng thực tế hơn các mục khác trong sê-ri. Trò chơi có chế độ chiến dịch trong đó người chơi có thể đi theo Đồng Minh chống lại phe Trục và cũng thêm vào chế độ chơi mạng trong đó họ có thể chọn một trong hai phe. Bản demo của trò chơi đã ra mắt trên PSN và Xbox Live của Xbox 360 vào ngày 29 tháng 7 năm 2009.
Birds of Prey dựa trên cuộc không chiến quy mô lớn và các hoạt động quân sự mặt đất trong Thế chiến II. Người chơi có thể tham gia vào một số trận đánh nổi tiếng nhất trong các cuộc chiến trên không, điều khiển máy bay chiến đấu, máy bay tấn công và máy bay ném bom hạng nặng trong một loạt các nhiệm vụ. Có tới sáu chiến trường để người chơi tranh tài gồm: Không chiến tại Anh Quốc, Stalingrad, Berlin, Sicily, Korsun và Trận Ardennes, đều đại diện cho các trận không chiến chính yếu của Thế chiến II ở châu Âu.
Birds of Prey có một hiệu ứng sát thương mới. Người chơi có thể thấy thiệt hại thời gian thực đối với máy bay như lỗ hỏng trên cánh và những vết nứt trong quá trình không chiến. IL-2 Sturmovik: Birds of Prey có hàng trăm máy bay tham gia các trận không chiến. Bộ engine môi trường cũng tạo ra cảnh quan thực tế với độ chi tiết cao cho phép người chơi dễ dàng nhìn thấy các hành động hỗ trợ từ mặt đất.
Trò chơi được phát triển bởi Gaijin Entertainment, hãng này sau đó cũng phát triển tựa game Birds of Steel, cũng dành riêng cho các hệ máy console. Birds of Steel có nhiều đặc điểm với Birds of Prey (bao gồm HUD, mô hình máy bay, điều khiển và thiết kế menu) nhưng khác biệt ở chỗ tập trung chủ yếu vào các trận không chiến Mỹ–Nhật trên chiến trường Thái Bình Dương.

## Đón nhận
| Đón nhận |                                                                 |
| --- | --------------------------------------------------------------- |
| Các điểm số tổng gộp Nhà tổng gộp Điểm số GameRankings (X360) 80.71% [ 6 ] (PS3) 79.82% [ 7 ] (PC) 79.55% [ 8 ] (PSP) 60% [ 9 ] (DS) 42.25% [ 10 ] Metacritic (PS3) 81/100 [ 11 ] (X360) 80/100 [ 12 ] (PC) 78/100 [ 13 ] (PSP) 63/100 [ 14 ] (DS) 41/100 [ 15 ] Các điểm số đánh giá Xuất bản phẩm Điểm số Edge 8/10 [ 16 ] Eurogamer 7/10 [ 2 ] [ 17 ] GameSpot 7.5/10 [ 18 ] [ 19 ] GameTrailers 8/10 [ 20 ] GameZone 8.9/10 [ 21 ] IGN 8.6/10 [ 22 ] [ 23 ] (X360, UK) 8.4/10 [ 24 ] (PC) 8.3/10 [ 25 ] (PSP) 6.8/10 [ 26 ] (DS) 3.5/10 [ 27 ] Nintendo Power 4/10 [ 28 ] OXM (Hoa Kỳ) 8/10 [ 29 ] PC Gamer (Anh Quốc) 78% [ 30 ] PSM (PS3) [ 31 ] (PSP) [ 32 ] |                                                                 |
| Các điểm số tổng gộp |                                                                 |
| Nhà tổng gộp | Điểm số                                                         |
| GameRankings | (X360) 80.71% (PS3) 79.82% (PC) 79.55% (PSP) 60% (DS) 42.25%    |
| Metacritic | (PS3) 81/100 (X360) 80/100 (PC) 78/100 (PSP) 63/100 (DS) 41/100 |
| Các điểm số đánh giá |                                                                 |
| Xuất bản phẩm | Điểm số                                                         |
| Edge | 8/10                                                            |
| Eurogamer | 7/10                                                            |
| GameSpot | 7.5/10                                                          |
| GameTrailers | 8/10                                                            |
| GameZone | 8.9/10                                                          |
| IGN | 8.6/10 (X360, UK) 8.4/10 (PC) 8.3/10 (PSP) 6.8/10 (DS) 3.5/10   |
| Nintendo Power | 4/10                                                            |
| OXM (Hoa Kỳ) | 8/10                                                            |
| PC Gamer (Anh Quốc) | 78%                                                             |
| PSM | (PS3) · (PSP)                                                   |

Khi phát hành, các phiên bản console và PC tại nhà đã được đáp ứng với sự đón nhận tích cực, trong khi phiên bản dành cho hệ máy console cầm tay nhận được sự đón nhận trái chiều cho đến tiêu cực. GameRankings và Metacritic chấm cho game 80.71% và 80/100 điểm cho phiên bản Xbox 360; 79.82% và 81/100 điểm cho phiên bản PlayStation 3; 79.55% và 78/100 điểm cho phiên bản PC; 60% và 63/100 điểm cho phiên bản PSP; và 42.25% và 41/100 điểm cho phiên bản DS.